# Aphanotriccus audax
Aphanotriccus audax е вид птица от семейство Tyrannidae. Видът е почти застрашен от изчезване.

## Разпространение
Видът е разпространен в Колумбия и Панама.